# Mahdi
Pour les articles homonymes, voir Al-Mahdi.

Nom calligraphié du 12e imam chiite, tel qu'il apparaît sur la mosquée al-Masjid al-Nabawai à Al-Madinah Al-Mownawrah (Arabie saoudite)

Le Mahdi (arabe : al-Mahdi, المهدي, « le bien guidé ») est selon l'islam, un rédempteur eschatologique envoyé et inspiré par Allah en une nuit, dont une cinquantaine de hadîths confirment la venue. Il est attendu par l’ensemble des musulmans, mais dans le chiisme duodécimain, il est identifié comme le  douzième et dernier imam. Cette figure n'a pas la même importance et ne joue pas les mêmes rôles dans tous les courants de l'islam (sunnite, chiite et ibadite), qui divergent à son sujet.
Dans la tradition musulmane sunnite, Al-Mahdi est un descendant du prophète de l'islam, Mahomet, qui viendra à la fin des temps, afin de restaurer la religion musulmane et la justice. Son arrivée sera suivie de celle de l'Antéchrist (Al-Massih al-Dajjal). Celui-ci sera tué par Îsâ (Jésus). Puis, les derniers grands signes de la fin des temps s’enchaîneront tel un collier de perles qui se casse (Gog et Magog, le soleil se levant à l’Ouest, la sortie de la bête, etc.). Ensuite, les trompettes de la résurrection retentiront, et Allah (Dieu) viendra juger les morts. Le nom du calife al-Mahdi sera selon les hadîths, le même ou ressemblera, au sceau des prophètes : Muhammad ibn 'Abd-Allah.

## Mise en place de la figure

### Dans l'islam primitif
En ce sens, le terme Mahdi est absent du Coran. Il dérive de la racine h-d-y qui évoque le fait d'être guidé par Dieu. Cette racine ne possède pas, dans le Coran, de dimension eschatologique. « En outre, le Coran ne parle jamais du retour d'un sauveur dans ce monde-ci, de même qu'il ignore la notion d'un royaume futur ou d'une ère future, pleine de paix et de justice, qui précéderait le jugement ».  Ce terme est utilisé sans connotation eschatologique ou messianique, dès les débuts de l'islam, pour désigner Jésus, Mahomet, Abraham, al-Husayn ou d'autres personnages.  Néanmoins, pour Crone et Cook, l'attente du messie est présente dans les croyances de l'islam primitif. Ce point de vue est fortement critiqué par F. M. Donner.

### Après la secondefitna
Après la seconde guerre civile (Fitna), le terme Mahdi commence à désigner un restaurateur de la religion musulmane, sans encore prendre son sens plus tardif. Ainsi, plusieurs califes seront désignés du terme Mahdi. La notion d'une personne venant à la fin des temps rétablir la justice est attestée au début du IIe siècle de l'Hégire, bien que celui-ci puisse encore être soit 'Umar b. 'Abd al-'Azîz, soit 'Isâ.
Les discussions sur l'identité du Mahdi sont apparues avec cette seconde fitna. Elles sont influencées par des hadiîhs attribués à Mahomet, en particulier ceux évoquant le retour de 'Isa à la fin des temps. À cette époque, certains savants religieux considéraient qu'Omar II était le Mahdi car le restaurateur de la religion devait, pour eux, être un descendant d'Omar. D'autres auteurs l'associaient à Ali. Plusieurs hadîths contradictoires évoquent alors cette figure. Al-Hasan al Basri (d.728) maintient alors que le Mahdi est 'Isa selon une doctrine messianique.
L'époque abbasside voit l'existence d'attentes messianiques fortes et les califes se présentèrent comme des restaurateurs. Les traditions développées à cette période reflètent ce contexte. Ainsi, le hadîth dit des drapeaux, annonçant la venue d'un peuple aux drapeaux noirs, bien qu'inventé par Ibn Abi Ziyad, a fortement influencé la figure du Mahdi. À cette époque, la majorité des savants rejetèrent les prétentions des califes à la reconnaissance comme Mahdi en faveur des Alides.
Par la suite, le rôle du Mahdi et en particulier sa dimension eschatologique, s'accrut dans les collections post-classiques de hadîths. Il est alors considéré qu'il sera le dirigeant de la communauté musulmane lors de la venue de 'Isa et certains rôles, initialement dédiés à 'Isa, lui sont alors dévolus. Certains rôles comme ceux de la conquête de Constantinople et de Rome sont mis en avant au XIe siècle. Son apparition au Maghreb est une tradition qui remonte au XIIIe siècle. Néanmoins, certaines oppositions à la doctrine de la venue du Mahdi ont continué d'exister et certains hadîths furent créés pour nier celle-ci.

## Biographie traditionnelle
Le Mahdi est, pour une grande partie des musulmans, une figure eschatologique qui viendra à la fin des temps pour restaurer la religion musulmane et la justice, après que l’iniquité se fut répandue dans le monde entier. Sa venue sera suivie par celle de l'Antéchrist. Ce dernier sera tué par le prophète 'Isa (Jésus). Après cela, 'Isa mènera les musulmans au Mont Sinaï pour les préserver de Gog et Magog. Puis, il y aura les derniers grands signes de la fin des temps. Par la suite, un vent doux emportera l’âme des croyants, puis « Les trompettes de la résurrection vont alors retentir et Dieu viendra juger tous les morts ».
Le Mahdi sera, selon la croyance musulmane, un descendant de Mahomet. Son nom ressemblera à celui du prophète.

## Dans les différents courants de l'islam

### Chiisme duodécimain
Le chiisme duodécimain tient son nom de sa foi en le retour du 12e imam et son règne à vocation eschatologique. Disparu, selon le dogme de l'occultation, en 939, Muhammad al-Mahdi est censé réapparaître à la fin des temps pour régner en justice et en paix, préparant en cela le second retour de Jésus, soit ʿĪsā, fils de Marie. Le Mahdi promis, qui est habituellement désigné par ses titres d'imam al Asr (l'imam « du temps ») et sahib al Zamân (Seigneur du temps) et al-Qâ'îm (le Résurrecteur), est le fils du onzième imam. Son nom est le même que celui du prophète de l'islam. Du point de vue chiite, il est interdit d'appeler le Mahdi par son vrai nom : « Mohammad ibn al-Hassan ». Selon les chiites, Mahomet a dit : « Personne ne doit l'appeler par son nom, avant sa résurrection, à moins qu'on ne le renie ».
Le 12e imam est né le 15 Chaabane à Samarra en 256-868 et jusqu'en 260-872, vécut sous l'attention et la tutelle de son père. II vécut caché et seule une élite parmi les chi'ites put le rencontrer.
Pour les chiites duodécimains, qui sont majoritaires parmi les chiites, le douzième imam Muhammad al-Mahdi (868-939), âgé de cinq ans, à la mort de son père, s'est proclamé son héritier au moment même des funérailles. En 939, l'imam aurait prédit sa disparition proche peu avant sa propre mort selon les uns, son occultation pour les autres, sans s'être, en tous les cas, depuis, manifesté ; c'est le commencement de la  Grande Occultation. Disparu, mais vivant sur un plan occulte, caché (on parle spécifiquement alors de l'« imam caché ») pour guider la communauté à travers les âges, essentiellement à travers le clergé chiite dont la spiritualité est censée procéder, à cet égard, d'une liberté plénière en termes à la fois mystiques, théologiques, philosophiques, moraux et sociétaux, ceci relativement à toute espèce de pouvoir séculier ; seule une vie menée conformément à l'espérance dans le retour du 12e imam en tant que Mahdi, vie en tant que telle menée indépendamment de toute force politique séculière, est à même non seulement de contribuer pratiquement au dit Retour, tout en le préparant par un protocole spirituel et moral en somme accordé au règne du Mahdi avant son retour même. Aussi l'ère de la Grande Occultation, commencée en 939, prendra-t-elle fin lorsque l'imam caché réapparaîtra sur terre pour y instaurer une ère de justice et de paix.
L'imam caché étant considéré comme le seul souverain légitime de la communauté, les chiites ont longtemps adopté des attitudes politiques passives ou bien d'opposition ouverte envers le pouvoir temporel.
L'imam caché peut s'exprimer à travers des représentants (arabe : وَكيل wakīl, « gérant; mandataire ») qui sont les « imams parlants » (arabe : ناطِق, nāṭiq, « parlant ; qui s'exprime en termes clairs »).
Pour les chiites duodécimains, la généalogie des imams est la suivante :
- Mahomet, patriarche ;
- Ali ibn Abi Talib 1er imam ; et Fatima Zahraa ;
- Hassan, le 2e imam ;
- Hussein, le 3e imam ;
- Ali Zayn al-'Âbidîn al-Sajjâd, le 4e imam (fils de Hussein) ;
- Mohamed Al-Bâqer, le 5e imam (fils de Zayn al-'Âbidîn) ;
- Jafar Al-Sâdiq, le 6e imam (fils de Mohamed Al-Bâqer) ;
- Moussa al-Kazim, le 7e imam (fils de Jafar Al-Sâdiq) ;
- Ali Al-Redhâ, le 8e imam (fils de Moussa al-Kâdhim) ;
- Mohamed Al-Jawâd, le 9e imam (fils de Ali Al-Redhâ) ;
- Ali Al-Naqî, le 10e imam (fils de Mohamed Al-Jawâd) ;
- Hassan al-'Askarî, le 11e imam (fils de Ali Al-Naqî) ;
- Muhammad Al-Mahdî, le 12e imam et dernier successeur de Mahomet.

### Ismaëlisme
Pour les ismaéliens, le septième imam est Ismaël, le fils aîné du sixième imam Ja'far al-Sâdiq (702-765), et ce, bien qu'il soit disparu avant la mort de son père, en 760. On le dit entré en occultation depuis cette date.
Dans le Coran, il est mentionné que le prophète ne demande aucun salaire, si ce n’est l’amour et de l’affection à l’égard des parentés du prophète de l'islam.
Le personnage « al-Mahdi » a toujours occupé une place prépondérante dans la pensée apocalyptique musulmane. La nature du Mahdi est mentionnée dans les hadîths. Selon la tradition sunnite, on peut faire ressortir quelques constantes. Le Mahdi apparaîtra durant les derniers jours de l'existence du monde et serait un signe majeur de la fin des temps. Sa venue précèderait la seconde venue de 'Isa (Jésus) sur terre qui est le Messie (arabe : مَسيح, masīḥ, « oint ; consacré ; messie »).

« (Rappelle-toi,) quand les Anges dirent : « Ô Marie, voilà que Dieu t’annonce une parole de Sa part : son nom sera « al-Masih » « Issa », fils de Marie, illustre ici-bas comme dans l’au-delà, et l’un des rapprochés de Dieu » »

— Le Coran, « La famille d'Imran (Al-Imran) », III, 45, (ar) آل عمران.
Selon les hadîths, le Mahdi doit faire partie de la famille du prophète de l'islam, Mahomet. On dit qu'Ali ibn Abi Talib quatrième calife et gendre de Mahomet, aurait rapporté de ce dernier :

« Même s'il reste de longs jours d'ici le jour du Jugement, Dieu enverra certainement une personne de ma famille qui emplira ce monde de justice et d'équité. »

Ce serait donc deux personnes distinctes mais elles travailleraient ensemble pour combattre le mal et instaurer la justice sur la terre. C'est le Mahdi qui devrait apparaître en premier ; après un règne de plusieurs années au cours duquel il aura réunifié la nation islamique divisée,'Isa (Jésus) apparaîtrait à Damas « descendant du ciel soutenu par deux anges ». Il vaincrait « le faux messie » (l'antéchrist) appelé Dajjal (arabe : المَسيح الدّجّال al-masīḥ ad-dajjāl), l'antéchrist que certains[réf. souhaitée] assimilent à la bête (arabe : دابّة dābba, « bête ») apocalyptique du Coran, appelée « l'espionne » par la tradition (arabe : جسّاسة jassāsa) (Le Coran, « Les fourmis (An-Naml) », XXVII, 82, (ar) النمل).
D'après d'autres hadîths, les caractéristiques du Mahdi seraient :
- une ressemblance morale et non en nature au prophète Mahomet.
- une belle allure avec un nez aquilin et un front clair[13].
- descendant du prophète Mahomet[14].
- un caractère semblable à celui de Mahomet.

## Le Mahdisme
Le millénarisme, sous le nom de « mahdisme », possède une place importante pour l'islam. « Ainsi le calife rédempteur islamique [le Mahdi] incarne les aspirations de ses adeptes vers la restauration de la pureté de la foi, qui apportera une direction véridique et non corrompue à toute l'humanité, créant un ordre social juste et un monde libéré de l'oppression, où la Loi islamique renouvelée sera universelle »." De nombreux mouvements, au cours de transformations sociales et de décalages d'aspirations entre les acteurs sociaux et les attentes traditionnelles, se rattacheront à ce mahdisme. C'est, en particulier, le cas dans les zones qui ont été en contact aux périodes précoloniale et coloniale avec des sociétés occidentales.
Le mahdisme est souvent lié aux questions de pouvoir puisqu'il est l'un des moyens de légitimer un pouvoir en place ou à l'inverse, de légitimer une rébellion.

### Quelques prétendus Mahdi historiques
- Muhammad al-Mahdî (868-occultation), douzième imam chiite.
- `Ubayd Allah al-Mahdi (881-934), imam ismaélien, premier imam des fatimides.
- Muhammad ibn Tûmart al-Mahdî (1080-1130), fondateur de la dynastie des Almohades.
- Mirza Ali Muhammad (Chiraz en Iran 1819-1850) dit Le Báb (La porte), fondateur du babisme s'est proclamé Mahdi.
- Mirza Ghulam Ahmad (Qâdyân au Pendjab 1835-1908), s'est proclamé être à la fois le Messie et le Mahdi en 1889.
- Muhammad Ahmad ibn Abd Allah Al-Mahdi (1844-1885), chef de la révolte mahdiste au Soudan.
- Wallace Fard Muhammad, fondateur de la Nation of Islam en 1930, a été appelé le Grand Mahdi.
- Limamou Thiaw (1843-1909), s'est déclaré être le Mahdi en 1883 à l'âge de 40 ans, au Sénégal, et se vit suivi par son fils Seydina Issa Rohoulahi (le Messie) qui avait alors 33 ans (le même âge qu'avait Jésus lorsqu'il a été élevé au ciel). Seydina Issa a « régné » pendant 40 ans comme c'était prédit dans les signes du retour de Jésus[16].
- Juhayman al-Otaibi (1936-1980), s'est proclamé Mahdi dans l'enceinte sacrée de la Kaaba à La Mecque en Arabie saoudite durant le grand pèlerinage du hajj.

## Ouvrages religieux sur le Mahdi
- Ibn' Arabî, Le Mahdi et ses Conseillers, une sagesse pour la fin des temps, éd. Mille et une lumières, traduit et annoté par Tayeb Chouiref, Paris, 2006.
- Ibn' Arabî, Les Illuminations de La Mecque, éd. Sindbad, Paris, 1988.
- Mokri Mohammad, L'Eschatologie islamique et l'apparition du Mahdî, 1994.
- Sejestani Abu-Ya'qub, Le Dévoilement des choses cachées, trad. Henry Corbin, éd. Verdier, 1988.
- Mohammad Baqer al-Sadr, Le Mahdi ou la Fin du Temps, éd. La Cité du Savoir, Montréal, 1999.
- Mohammed Benchili, La Venue du Mahdi, éd. Tawhid, Lyon, 2002.

## Voir également
- Dans l'œuvre de Frank Herbert, Dune, Paul Atréides se fait appeler Muhad Dib (l'ombre de la souris sur la seconde lune) par les Fremens, et l'auteur accole fréquemment à ce nom l'expression « le Mahdi » (le deuxième volume de la série s'intitule d'ailleurs Le Messie de Dune).
- Il y a bien notion de jihad dans Dune, à travers le jihad butlérien (en révolte contre l'utilisation des machines, qui auraient supplanté dangereusement l'humanité), en rapport à Allah et au Prophète, dont la religion est intégrée dans un des nombreux syncrétismes qui caractérise l'époque où se déroule l'action du roman.